# 1,1,1-tricloroheptano
El 1,1,1-tricloroheptano es un compuesto orgánico de fórmula molecular C7H13Cl3. Su estructura corresponde a una cadena carbonada lineal de siete átomos de carbono en donde hay tres átomos de cloro unidos a uno de los carbonos terminales.

## Propiedades físicas y químicas
El 1,1,1-tricloroheptano es un líquido que solidifica a -10 °C y hierve 207 °C, siendo estos valores estimados. Tiene una densidad mayor que la del agua, ρ = 1,100 g/cm³.
El valor calculado del logaritmo de su coeficiente de reparto, logP ≃ 4,76, indica que es mucho más soluble en disolventes apolares —como el 1-octanol— que en disolventes polares.
En agua es prácticamente insoluble, en proporción de 1,7 mg/L.

## Síntesis
El 1,1,1-tricloroheptano se sintetiza por reacción del 1-hexeno con compuestos policlorados como cloroformo o tetraclorometano. La conversión tiene lugar en presencia de partículas semiconductoras, como óxido de titanio (IV) (TiO2) o sulfuro de cadmio (CdS), que actúan como catalizadores, bajo fotoirradiación. Además de 1,1,1-tricloroheptano se producen 1,1-dicloroheptano y 1,1,1,3-tetracloroheptano. El rendimiento de 1,1,1-tricloroheptano es pequeño, 12% en el caso más favorable, cuando se emplea tetraclorometano como reactivo, CdS como catalizador y luz blanca como fuente energética.

## Usos
La hidrólisis del 1,1,1-tricloroheptano a 250 °C conduce a la formación de ácido heptanoico y 1,1-dicloroalquenos; se ha sugerido que en el curso de la hidrólisis existe formación intermedia de cationes de carbono del tipo RCH2C+Cl2.
Por otra parte, la reducción de 1,1,1-tricloroheptano con propanol, en presencia de Fe(CO)5, da lugar a 1,1-dicloroheptano, aunque también se forman 1,1,5-tricloroheptano y 1,1,6-tricloroheptano.
Este cloroalcano se puede emplear como disolvente no acuoso en la fabricación de materiales estructurales órgano-metálicos porosos.